# (207690) 2007 RE19
(207690) 2007 RE19 — астероїд головного поясу, відкритий 14 вересня 2007 року.
Тіссеранів параметр щодо Юпітера — 3,297.